# سیاوش نعمت‌ناصر
سیاوش نعمت‌ناصر زاده ۱۴ آوریل ۱۹۳۶ در تهران یک دانشمند ایرانی-آمریکایی بود. در سال ۱۹۶۰ از دانشگاه ایالتی ساکرامنتو لیسانس گرفت و به دانشگاه برکلی رفت که در سال ۱۹۶۱ توانست در آنجا فوق‌لیسانس خود را دریافت کند. او در سال ۱۹۶۴ از دانشگاه برکلی در رشته مهندسی سازه دکتری گرفت.
او به همراه دکتر پل منصور نقدی تنها ایرانیانی هستند که مدال تیموشنکو را از طرف انجمن مهندسان مکانیک آمریکا دریافت کرده‌اند.
او در حال حاضر استاد دانشگاه کالیفرنیا در سن دیگو، مدیر مرکز توسعه مواد پیشرفته در همین دانشگاه و پایه‌گذار بنیاد فرهنگی رقیه چهره آزاد در جنوب کالیفرنیا است.